# Zodion pictum
Zodion pictum är en tvåvingeart som beskrevs av Ignaz Rudolph Schiner 1868. Zodion pictum ingår i släktet Zodion och familjen stekelflugor. Inga underarter finns listade i Catalogue of Life.